# Jonjoe Kenny
Jonjoe Kenny, född 15 mars 1997 i Liverpool, är en engelsk fotbollsspelare som spelar för Hertha Berlin.

## Klubbkarriär

### Everton
Kenny växte upp i närheten av Goodison Park och anslöt till klubbens ungdomssektion som nioåring. Första gången han fanns med i seniortruppen var i Europa League-matchen mot Krasnodar den 11 december 2014. Den då 17-årige Kenny fick dock bevittna hela matchen från bänken.
Seniordebuten kom istället under försäsongen 2015 och i säsongens sista Premier League-match, mot Norwich City den 15 maj 2016, fick Kenny också begå sin tävlingsdebut för Everton. Även säsongen 2016/2017 fick Jonjoe Kenny nöja sig med ett framträdande i seniorlaget, då han istället huserade i klubbens U23-lag.
En skada på ordinarie högerbacken Seamus Coleman gjorde att Kenny slog sig in i Everton säsongen 2017/2018. Han gjorde totalt 25 framträdanden under säsongen och supportrarna prisade honom som årets unga spelare i klubben.

### Wigan Athletic
Sommaren 2015 lånades Kenny, som då ännu inte hade tävlingsdebuterat för Everton ut till League One-klubben Wigan Athletic. Lånet tecknades på två månader. Efter att ha gjort sju framträdanden för Wigan Athletic kallades Kenny i slutet av september tillbaka till Everton.
Wigan Athletic gick sedan och vann League One säsongen 2015/2016.

### Oxford United
Efter att ha återvänt från utlåningen till Wigan Athletic kom Kenny att tillbringa våren 2016 på lån hos Oxford United i League Two. I januari tecknade Jonjoe Kenny under ett lån på en månad hos klubben. Lånet förlängdes sedan två gånger om och avslutades med att Kenny fick fira en uppflyttning, då Oxford United blev tvåa i League Two.

### Schalke 04
Den 10 juni 2019 lånades Kenny ut till Schalke 04 på ett låneavtal över säsongen 2019/2020.

### Celtic
Den 1 februari 2021 lånades Kenny ut till skotska Celtic på ett låneavtal över resten av säsongen 2020/2021.

### Hertha Berlin
Den 14 juni 2022 värvades Kenny av tyska Hertha Berlin, där han skrev på ett treårskontrakt.

## Landslagskarriär
Jonjoe Kenny har tagit plats i samtliga engelska ungdomslandslag och varit med om att vinna både EM- och VM-guld på ungdomsnivå.
Försvararen tog en plats i truppen till U17-EM 2014 och spelade samtliga minuter när England vann guld. Kenny blev stor hjälte, då han slog in den avgörande straffen i straffläggningen av finalen mot Nederländerna.
Två år senare, i U19-EM 2016, fanns Kenny återigen med i den engelska truppen. Han spelade tre av fyra matcher i turneringen, inklusive semifinaluttåget mot Italien.
Sommaren 2017 deltog Jonjoe Kenny i sitt tredje stora mästerskap på ungdomsnivå. Högerbacken var då en av fem Everton-spelare som var en del av det lag som vann U20-VM och därmed blev första engelska landslag att bli världsmästare sedan 1966. I det guldkantade mästerskapet var Kenny given i startelvan och spelade samtliga minuter under slutspelet.
Kort efter guldet i U20-VM, i september 2017, begick Jonjoe Kenny sin debut i U21-landslaget. Han spelade då hela matchen mot Nederländerna när England påbörjade kvalet till U21-EM 2019.

## Karriärstatistik
| Klubb                                                | Säsong            | Inhemsk liga         | Inhemsk liga | Inhemsk liga | Nat. täv. | Nat. täv. | Internat. täv. | Internat. täv. | Totalt | Totalt |
| Klubb                                                | Säsong            | Serie                | SM           | Mål          | SM        | Mål       | SM             | Mål            | SM     | Mål    |
| ---------------------------------------------------- | ----------------- | -------------------- | ------------ | ------------ | --------- | --------- | -------------- | -------------- | ------ | ------ |
| Everton                                              | 2015/2016         | Premier League       | 1            | 0            | 0         | 0         | 0              | 0              | 1      | 0      |
| Everton                                              | 2016/2017         | Premier League       | 1            | 0            | 0         | 0         | 0              | 0              | 1      | 0      |
| Everton                                              | 2017/2018         | Premier League       | 19           | 0            | 3         | 0         | 3              | 0              | 25     | 0      |
| Everton                                              | 2018/2019         | Premier League       | 10           | 0            | 3         | 0         | 0              | 0              | 13     | 0      |
| Everton                                              | 2019/2020         | Premier League       | 0            | 0            | 0         | 0         | 0              | 0              | 0      | 0      |
| Everton                                              | 2020/2021         | Premier League       | 4            | 0            | 4         | 0         | 0              | 0              | 8      | 0      |
| Everton                                              | 2021/2022         | Premier League       | 15           | 0            | 6         | 0         | 0              | 0              | 21     | 0      |
| Everton                                              | Totalt i klubblag | Totalt i klubblag    | 50           | 0            | 16        | 0         | 3              | 0              | 69     | 0      |
| Wigan Athletic (Lån)                                 | 2015/2016         | League One           | 7            | 0            | 0         | 0         | 0              | 0              | 7      | 0      |
| Wigan Athletic (Lån)                                 | Totalt i klubblag | Totalt i klubblag    | 7            | 0            | 0         | 0         | 0              | 0              | 7      | 0      |
| Oxford United (Lån)                                  | 2015/2016         | League Two           | 17           | 0            | 3         | 0         | 0              | 0              | 20     | 0      |
| Oxford United (Lån)                                  | Totalt i klubblag | Totalt i klubblag    | 17           | 0            | 3         | 0         | 0              | 0              | 20     | 0      |
| Schalke 04 (Lån)                                     | 2019/2020         | Bundesliga           | 31           | 2            | 3         | 0         | 0              | 0              | 34     | 2      |
| Schalke 04 (Lån)                                     | Totalt i klubblag | Totalt i klubblag    | 31           | 2            | 3         | 0         | 0              | 0              | 34     | 2      |
| Celtic (Lån)                                         | 2020/2021         | Scottish Premiership | 14           | 0            | 2         | 0         | 0              | 0              | 16     | 0      |
| Celtic (Lån)                                         | Totalt i klubblag | Totalt i klubblag    | 14           | 0            | 2         | 0         | 0              | 0              | 16     | 0      |
| Antal matcher och mål är korrekt per den 30 maj 2022 |                   |                      |              |              |           |           |                |                |        |        |

## Meriter
- U17-EM: 2014
- U20-VM: 2017